# Louis Lot
Louis Esprit Lot (La Couture, departement Eure, 17 mei 1807 - Chatou, 12 januari 1896) was een beroemd Frans fluitbouwer op wiens instrumenten nog steeds wordt gespeeld.
Louis Lot leerde het vak van fluitenbouw in kwam in 1827 in de werkplaats van Clair Godfroy in Parijs. In 1833 werd hij Godfroys schoonzoon en in 1836 compagnon. Samen met Clair Godfroys zoon Vincent Hypolite Godfroy construeerde Lot de eerste fluit in Frankrijk gemaakt volgens het voorbeeld van Theobald Böhms ringkleppenfluit. In 1847 verkreeg de firma de officiële licentie om in Frankrijk Böhm-fluiten te bouwen.
In 1855 richtte Louis Lot zijn eigen werkplaats op in Parijs. Theobald Böhm betrok er later zelf onderdelen, zoals voorgeboorde houten pijpen, omdat hij zelf zijn bestellingen niet aankon. Nadat Louis Dorus in 1860 opvolger was geworden van Jean-Louis Tulou (een tegenstander van de Böhmfluit) als docent aan het  Conservatorium van Parijs werd het conservatorium een vaste klant van Louis Lot. De winnaars van het jaarlijkse concours, waarvan Paul Taffanel de eerste was, ontvingen sindsdien  regelmatig een Lot-fluit. Op de Wereldtentoonstelling in Parijs in 1867 toonde Lot een nieuw model fluit met dikkere wand, grotere toongaten en mondgat met daarbij een stabieler mechaniek met gemodificeerde gis-klep. Dit model is bekend geworden als het „Franse model“. De enige gouden fluit  maakte hij in 1869 voor de fluitist Jean Rémusat. Dit instrument kwam in 1948 in bezit van Jean-Pierre Rampal. In 1875 ging Lot met pensioen, nadat hij ongeveer 2150 fluiten (waarvan 870 in metaal) en piccolo's gemaakt had.